# Отево
Отево — село в Кудымкарском районе Пермского края. Входило в состав Белоевского сельского поселения. Располагается на левом берегу реки Кувы северо-западнее от города Кудымкара у автодороги Кудымкар-Гайны. Расстояние до районного центра составляет 9 км. По данным Всероссийской переписи населения 2010 года, в селе проживало 112 человек (54 мужчины и 58 женщин).

## История
По данным на 1 июля 1963 года, в селе проживало 293 человека. Населённый пункт входил в состав Белоевского сельсовета.